# Ifeatu Melifonwu
Ifeatu Charles-David Melifonwu (Grafton, Massachusetts, 2 de mayo de 1999) más conocido como Ifeatu Melifonwu, es un jugador profesional estadounidense de fútbol americano que se desempeña en la posición de safety en Detroit Lions, equipo de la National Football League (NFL).

## Carrera
Fue seleccionado en la tercera ronda en la Reunión Anual de Selección de Jugadores de la NFL de 2021. Hizo su debut profesional con el equipo Detroit Lions, donde lleva jugando tres temporadas.